# Syneura semifurcata
Syneura semifurcata är en tvåvingeart som beskrevs av Prado 1976. Syneura semifurcata ingår i släktet Syneura och familjen puckelflugor.
Artens utbredningsområde är Ecuador. Inga underarter finns listade i Catalogue of Life.